# 英國病
英国病（British disease）是指20世纪60年代后英国经济停滞，充实的社会保障制度和基干行业的国有化，人人享受穩固的生活导致社会保障负担增加，国民工作积极性下降，既得利益滋生等经济、社会问题频出的现象。该术语用于描述此类现象。
1960～1970年代英国由于劳资纠纷频发、经济增长不振，被欧洲诸国称为“欧洲病夫（Sick man of Europe）”。

## 英式社会主义

### 从摇篮到坟墓
1946年工党的艾德礼内阁根据贝弗里奇报告制定了《国民保健署法》和《国民保险法》，前者使国民原则上可以免费享受医疗服务，后者使国民可以获得失业保险和养老保险。此外，1948年英国政府制定了救助生活贫困者的《国民救助法》和保护青少年的《儿童法》。经由这些政策，英国国内确立了被称为“从摇篮到坟墓”的社会保障制度。

### 国有化政策
艾德礼内阁在1945年至1951年间对煤炭、电力、天然气、钢铁、铁路、运输等行业进行了国有化。1951年保守党的丘吉尔内阁夺回政权，与艾德礼内阁反其道而行，于1953年将钢铁和运输行业私有化。然而，1964年工党重新执政，威尔逊内阁1967年再度将钢铁和运输业国有化。此外，再次当选的威尔逊内阁1975年将汽车行业国有化，卡拉汉内阁1977年将航空航天业国有化。

## 经济停滞
| 内容                      | 1960〜1969年 | 1970〜1979年 |
| ------------------------- | ------------ | ------------ |
| GDP增长率                 | 3.2%         | 2.4%         |
| 通货膨胀率                | 3.5%         | 12.5%        |
| 经常账户余额（占GDP比例） | 0.2%         | ▲0.2%        |
| 财政收支（占GDP比例）     | ▲2.5%        | ▲5.0%        |
| 失业率                    | 1.5%         | 3.3%         |

### 国际竞争力低下
1960年代 ，国有化等产业保护政策使英国的资本对国内制造业的设备投资减少，资本流向海外，技术发展趋于滞后。此外，国有企业不再尽力改善经营管理，产品的品質逐渐恶化。这些问题导致英国失去国际竞争力，出口减少，进口增加，国际收支恶化。
特别是雇佣众多工人的汽车产业，长期罢工与日本汽车出口活跃的时期（1970年代）重叠，以致于濒临崩溃。到2000年代汽车厂商的品牌已是徒有其名。

### 石油冲击来临
1973～1974年的第一次石油危机出现，英国陷入经济停滞和价格上涨并存的滞胀。失业率上升，原材料成本与工资高企造成生产力下降，英镑汇率下跌。另一方面，尽管货币贬值国际收支却并未改善。

### 财政状况恶化
石油危机冲击以后，英国经济增长速度下降，税收收入持续减少，财政赤字增加，国债累积余额不断上升。1976年财政破产，从国际货币基金组织获得融资。从此以后，政府被迫削减财政支出，控制公务员工资成为一项任务。此外，为了维持社会保障制度开始尝试增加财政收入。

## 英国病的症状

### 工作积极性下降
1970年代的所得税最高税率为83%，非劳动收入最高税率为15%，加算的附加税达到98%。累进税已高至如此地步。这些税收制度和充分的失业保险导致了劳动积极性下降，社会活力减退。

### 工会的胜利
1970年代，英国各种罢工运动此起彼伏。第一次石油冲击以后，保守党的希思内阁为了克服滞胀试图与工会就工资限制问题交涉，未能成功。1974年2月，全国煤矿开始无限期罢工。希望缓和局势的希思首相参加选举，当时工党是议会多数党，希思内阁选举失败下台。二度执政的威尔逊内阁接受接近工会要求的工资增长。由此罢工结束。

### 不满之冬
1978年末至1979年初，由于基干行业工会提高工资的要求被批准，公共服务部门的工人业开始持续罢工。医生护士罢工医院无力运作，供餐人员罢工学校停课，垃圾回收人员罢工垃圾无法回收，掘墓人罢工死者不能埋葬，卡车司机罢工供暖用煤油难以送达。对于此类公共服务恶化现象，卡拉汉内阁由于工党内斗而无法拿出有效措施。这些现象导致社会不满丛生，这一时期的冬天被称为“ 不满之冬”。

## 英国病的治疗与克服

### “铁娘子”登场
1979年大选保守党获胜，5月撒切尔夫人上台执政。撒切尔内阁采用国有企业私有化、货币紧缩等手段抑制通货膨胀，推行削减政府支出、税制改革、放松管制、削弱工会等政策。
借助这些政策英国病的症状有所缓解，但撒切尔任职期间的经济衰退并未得到改善，失业人数反而增加，财政支出也未能减少，再加上态度强硬的排除反对派，导致撒切尔无论是任内还是之后在英国国内毁誉参半。

### 新工党
其后经过梅杰内阁，1997年接替保守党执政的工党布莱尔内阁承袭撒切尔内阁的基本路线，实行整顿政策。 （详细信息参见第三条道路）
另外布莱尔内阁推进具有青春活泼印象的“酷不列颠尼亚（Cool Britannia）”品牌战略，试图使英国摆脱陈旧不佳的印象成为具有良好年轻印象的国家。

### 21世纪的现状
英国国内生产总值从1992年到2008年持续正增长，撒切尔内阁都未能削减的财政赤字在1998年出现盈余，经济趋于改善。
2001年，布莱尔内阁宣布“英国病已被克服”，目前英国普遍认为英国病已被治愈。

## 参見
- 下崗

## 脚注
1. ↑  英国病（'76） （页面存档备份，存于） 月刊基礎知識 自由国民社 2002年4月号（2009年9月13日閲覧）
2. ↑  英国病（'86） （页面存档备份，存于） 月刊基礎知識 自由国民社 2002年4月号（2009年9月13日閲覧）
3. ↑  "The real sick man of Europe （页面存档备份，存于）" The Economist, May 19, 2005.
4. ↑  平田潤 2006，第11頁.
5. ↑  平田潤 2006，第10頁.
6. ↑  昭和44年 年次世界経済報告 第17表 的存檔，存档日期2004-12-26.内閣府ホームページより（2009年9月13日閲覧）
7. ↑  平田潤 2006，第2頁.
8. ↑  日・米・英の所得税（国税）の税率の推移 的存檔，存档日期2011-03-23.財務省ホームページより（2009年9月13日閲覧）
9. ↑  神樹兵輔 『面白いほどよくわかる世界経済-日本を取り巻く世界経済の現状とその問題点（学校で教えない教科書）』 日本文芸社、2010年、162頁。